# Ariel Lucero
Ariel Lucero (Buenos Aires, Argentina; 16 de abril de 1999) es un futbolista argentino. Juega como mediocampista ofensivo y su equipo actual es Deportivo Laferrere de la Primera B.

## Trayectoria

### All Boys
En el mes de septiembre del año 2018 firmó su primer contrato con la institución de Floresta. Debutó el 31 de octubre del mismo año por la fecha 8 del Campeonato de Primera B Metropolitana 2018-19, frente a Comunicaciones, con Pablo De Muner como Entrenador. Marcó su primer gol en el empate frente a Instituto de Córdoba en el Estadio Islas Malvinas por la fecha 7 de la Zona B de la Fase segundo ascenso del Torneo Transición 2020 de la Primera Nacional.

### Almirante Brown
A principio del año 2022 pasó a préstamo a Almirante Brown por 6 meses para disputar media temporada del Campeonato de Primera Nacional 2022.

### FK Budućnost Podgorica
Luego de finalizar el préstamo con Almirante Brown fue cedido nuevamente a préstamo a FK Budućnost Podgorica por un año para disputar la Primera División de Montenegro y tener su primera experiencia en otro país.

## Clubes
Actualizado al 25 de mayo de 2023
| Equipo | Div.                | Temporada           | Liga     | Liga  | Copa Nacional(1) | Copa Nacional(1) | Copa Internacional(2) | Copa Internacional(2) | Total    | Total |
| Equipo | Div.                | Temporada           | Partidos | Goles | Partidos         | Goles            | Partidos              | Goles                 | Partidos | Goles |
| All Boys Argentina | 3.ª                 | 2018-19             | 5        | 0     | -                | -                | -                     | -                     | 5        | 0     |
| All Boys Argentina | 2.ª                 | 2019-20             | 2        | 0     | -                | -                | -                     | -                     | 2        | 0     |
| All Boys Argentina | 2.ª                 | 2020                | 7        | 1     | -                | -                | -                     | -                     | 7        | 1     |
| All Boys Argentina | 2.ª                 | 2021                | 31       | 1     | -                | -                | -                     | -                     | 31       | 1     |
| All Boys Argentina | Total               | Total               | 45       | 2     | -                | -                | -                     | -                     | 45       | 2     |
| Almirante Brown Argentina                                                                                                | 2.ª                 | 2022                | 0        | 0     | -                | -                | -                     | -                     | 0        | 0     |
| Almirante Brown Argentina                                                                                                | Total               | Total               | 0        | 0     | -                | -                | -                     | -                     | 0        | 0     |
| FK Budućnost Podgorica · Montenegro                                                                                      | 1.ª                 | 2022-23             | 24       | 3     | 1                | 0                | 3                     | 0                     | 28       | 3     |
| FK Budućnost Podgorica · Montenegro                                                                                      | Total               | Total               | 24       | 3     | 1                | 0                | 3                     | 0                     | 28       | 3     |
| Arema FC Indonesia | 1.ª                 | 2023-24             | 0        | 0     | -                | -                | -                     | -                     | 0        | 0     |
| Arema FC Indonesia | Total               | Total               | 0        | 0     | -                | -                | -                     | -                     | 0        | 0     |
| Total en su carrera | Total en su carrera | Total en su carrera | 69       | 5     | 1                | 0                | 3                     | 0                     | 73       | 5     |
| (1) Incluye datos de la Copa Argentina y Copa de Montenegro. (2) Incluye datos de la Liga Europa Conferencia de la UEFA. |                     |                     |          |       |                  |                  |                       |                       |          |       |

## Palmarés

### Campeonatos nacionales
| Título                         | Club                   | País       | Año  |
| ------------------------------ | ---------------------- | ---------- | ---- |
| Primera División de Montenegro | FK Budućnost Podgorica | Montenegro | 2023 |